# Oppositionsblock
Der Oppositionsblock (OB; ukrainisch Опозиційний блок) ist eine am 23. April 2010 als „Die treibende Kraft“ gegründete politische Partei in der Ukraine. Der Oppositionsblock wurde erst im September 2014 als Listenverbindung verschiedener kleinerer Parteien gegründet.

## Geschichte
Die teilnehmenden Kräfte verbindet ihre EU-skeptische und prorussische Haltung. Bei der Gründung 2014 half der US-amerikanische Lobbyist Paul Manafort mit. Teilnehmer sind die Partei Ukraine – Vorwärts!, die „Entwicklungspartei der Ukraine“, die Allukrainische Vereinigung „Mitte“ sowie die Parteien „Arbeit Ukraine“, „Neue Politik“ und „Staatsneutralität.“ Vorsitzende sind Jurij Bojko, ehemaliger Vizeministerpräsident und Energieminister von der Partei der Regionen sowie Borys Kolesnikow, ehemaliger Stellvertretender Ministerpräsident und Vorsitzender der Partei der Regionen. Boiko trat nach seinem Ausschluss aus der PR bei der Präsidentschaftswahl 2014 an und erhielt 0,19 %.
Die Partei trat im Wahlkampf 2014 für eine friedliche Lösung des Donbass-Konflikts ein.
Im Jahr 2018 gab es eine Parteiaufspaltung: Jurij Bojko, Wiktor Medwedtschuk und auch Wadym Rabinowytsch gründeten eine eigene Partei, Oppositionsplattform – Für das Leben, der die Hälfte der ehemaligen Abgeordneten des Oppositionsblocks beitrat. Die Oppositionsplattform vertritt radikalere Ansichten als der Oppositionsblock. Bojko wurde daraufhin aus der Partei Oppositionsblock ausgeschlossen.
Als Reaktion auf den Russischen Überfall auf die Ukraine wurden durch den Nationalen Sicherheitsrat der Ukraine am 20. März 2022 aufgrund des Vorwurfs von Verbindungen zur Russischen Föderation sämtliche politischen Aktivitäten der Partei für die Dauer des Ausnahmezustands verboten.